# Marunage
Marunage (まるなげ/丸投げ?) (lit. “pase completo”) es una expresión japonesa que se utiliza cuando alguien pasa sus responsabilidades a otro. Ese alguien puede ser el gobierno, una empresa, o una persona. Si se trata de contratar los servicios de otro, se trata de una subcontratación completa, en la que por lo general se busca que haya un margen de beneficios para el contratador. En el caso de que simplemente se trate de pedir un favor a otro, en español se pueden utilizar expresiones vulgares como “pasarle el marrón a otro”.

## Análisis
En términos de subcontratación, el “marunage” corresponde con los contratos nominados, u “outsourcing” en inglés. Es común en empresas que se dedican a planificar, pero que no tienen recursos de manufacturación ni de distribución. 
En el caso japonés del sector de la construcción, esta práctica se prohibió en 1949 para evitar que las grandes constructoras explotaran a los pequeños constructores, tal como recoge la legislación japonesa para la construcción (建設業法).
El principal problema reside en que las empresas subcontratadas no tienen recursos operacionales suficientes y tienen que recurrir a estas prácticas.

## Problemáticas
- El traspaso de responsabilidades de empleados a tiempo completo de una empresa a otros recién empleados, o personal de tiempo parcial o incluso a becarios. De este modo el empleado busca eludir su responsabilidad.
- El tráfico de influencias.
- El amakudari de cargos públicos y la evasión de impuestos, o puertas giratorias.
- El “Round-tripping” (Round-tripping), o venta de inventario que no está siendo utilizado para obtener mayor margen.
- La proliferación de carteles.
- La falsificación de documentos acreditando la seguridad de edificios en Japón (en:Architectural forgery in Japan).